# Округ Портиџ (Охајо)
Округ Портиџ (енгл. Portage County) је округ у америчкој савезној држави Охајо.

## Демографија
По попису из 2010. године број становника је 161.419, што је 9.358 (6,2%) становника више него 2000. године.
| Група             | 2000.           | 2010.           |
| Белци             | 142.825 (93,9%) | 147.527 (91,4%) |
| Афроамериканци    | 4.840 (3,2%)    | 6.687 (4,1%)    |
| Азијати           | 1.246 (0,8%)    | 2.305 (1,4%)    |
| Хиспаноамериканци | 1.093 (0,7%)    | 2.073 (1,3%)    |
| Укупно            | 152.061         | 161.419         |